# Marchés jufferduif
Marchés jufferduif (Ptilinopus marchei) is een duif uit het geslacht van de jufferduiven. Deze vogel is genoemd naar de Franse natuuronderzoeker Antoine-Alfred Marche (1844-1898). Het is een kwetsbare, endemische vogelsoort in de Filipijnen. De lokale naam voor deze vogel is Punay.

## Kenmerken
Het mannetje van deze soort wordt inclusief staart 38 centimeter en heeft een vleugellengte van 19,5 centimeter. Het vrouwtje wordt inclusief staart 34 centimeter met een vleugellengte van 17,5 centimeter.Daarmee is Marchés jufferduif de grootste soort van de in de Filipijnen voorkomende jufferduiven. De mannetjes en vrouwtjes van deze soort lijken sterk op elkaar, waarbij het mannetje wat groter is. De kop en wang van de Marchés jufferduif zijn oranje. Onder en achter het oog zijn ze zwart. Bovenaan de rug en op de vleugels is deze soort zwart met een lichtgroene gloed. Een deel van de vleugels halverwege is vuurrood. De onderzijde van de rug, de stuit en bovenzijde van de staart is smaragdgroen. Het uiteinde van de staart is grijs. De kin is vaalgeel en de borst en buik grijs. Midden op de borst zit een plek die van boven oranje is verloopt naar vuurrood. De onderzijde van de staart is vaalgrijs. De bovenzijde van een juveniel is bronsachtig bruin met groen. De onderzijde is grijs met bronsachtig groen. Verder zijn er sporen van rood op de kop en vleugels en soms ook op de borst. De snavel is rood aan de basis en geel aan het uiteinde. De binnenste oogring is geel en de buitenste felrood. De poten zijn donkerrood. Marchés jufferduif is een erg schuwe vogel.

## Verspreiding en leefgebied
Van Marchés jufferduif zijn geen verschillende ondersoorten bekend. De vogel komt voor in het Cordillera gebergte, het noordelijke deel van het Sierra Madre gebergte en Mount Banahao op het eiland Luzon. Mogelijk komt de soort ook voor in het zuidelijke deel van het Sierra Madre gebergte. Het leefgebied is nevelwoud (mossy forest) boven de 1000 meter boven zeenveau, maar is ook wel een enkele keer wat lager te vinden.

## Status
Marchés jufferduif heeft een beperkt verspreidingsgebied en daardoor is de kans op uitsterven aanwezig. De grootte van de populatie werd in 2016 door BirdLife International geschat op 3,5 tot 15 duizend individuen en de populatie-aantallen nemen af door habitatverlies. Het leefgebied wordt aangetast door grootschalige ontbossing waarbij natuurlijk bos wordt omgezet in gebied voor agrarisch gebruik. Daarnaast wordt er jacht gemaakt op deze soort. Om deze redenen staat deze soort als kwetsbaar op de Rode Lijst van de IUCN.